# راجر اسکروتن
راجر ورنون اسکروتن (به انگلیسی: Roger Scruton) (۲۷ فوریه ۱۹۴۴ – ۱۲ ژانویه ۲۰۲۰) فیلسوف بریتانیایی در زمینه زیبایی‌شناسی و فلسفه سیاسی بود. او از نظریه پردازان محافظه‌کاری سنتی بود.

## دیدگاه‌ها
راجر اسکروتن از مخالفان علم گرایان از یک سو و مارکسیست‌ها از سوی دیگر بود. از نظر او علم به تنهایی قادر به حل تمام مشکلات بشر نیست، از طرف دیگر او به علومی مانند روان‌شناسی فرگشتی توجه داشت و از این رو مفاهیمی مانند مهندسی اجتماعی یا برابری طلبی محض را نیز برنمی‌تابد. به عنوان مثال وی در دفاع از علوم انسانی و نقد علم (طبیعی) گرایان می‌گفت «تفسیر فرایندی‌ست که هنگام دیدن تصویری که پیش روی ماست، از ما سر می‌زند. زمانی که نوبت به ویژگی‌های ظریف انسانی، ناگفته‌های مسئولیّت‌پذیری و رازهای شادی و اندوه می‌رسد برای تفسیر درست موضوع به راهنما و مطالعه نیاز داریم؛ و این چیزی‌ست که علوم انسانی فراهم می‌کند، از همین رو، زمانی که پژوهشگران ادّعای پرداختن به آنها را دارند و پیش‌وند «عصبی» به آنها می‌چسبانند، باید در انتظار پژوهشی مهمل باشیم.» وی همچنین از منتقدان فمینیسم بود، از نظر وی فمینیسم نگرشی افراطی است که روابط بشری را دچار اختلاف می‌کند. «زمانی که زنان «هویّت جنسی» خود را آن گونه که فمینیست‌ها پیشنهاد می‌کنند، وضع نمایند، برای مردان غیرجذاب خواهند شد – یا تنها به عنوان ابژه‌ای جنسی جذّاب خواهند بود؛ و زمانی که مردان دست از آقامنشی بردارند، برای زنان غیرجذّاب خواهند شد. آن روز است که همراهی جنسی از جهان رخت برمی‌بندد؛ و اینجاست که وظیفهٔ نجات جوانان از این تجویز به اخلاق‌گراهای سنّتی می‌رسد، تا گذشتهٔ ندیده را دور از چشم پاسبان‌های فمینیست به گوش‌های مشتاق و مبهوت برسانند – این حقیقت که جنسیّت به راستی یک برساخت است، امّا برساختی شامل هر دو جنس، که برای موفقیّت در ساختنش، باید با پشتیبانی دوسویه عمل کنند. بنا به تجربهٔ من، جوانان با شنیدن این که انقلاب جنسی ممکن است اشتباه بوده باشد، این که زنان می‌توانند با حیا باشند و این که مردان می‌توانند به سلامتی آقامنشی‌شان یک گیلاس بنوشند، نفس راحتی می‌کشند.»
راجر اسکروتن همچنین از طرفداران بازار آزاد و از منتقدان سرسخت افرادی همچون توماس پیکتی است: «پیکتی پیشنهاد می‌کند که نابرابری‌ها منتهی به انقلاب‌ها می‌شوند و این امر – با ادامه یافتن انتقال ثروت از فقرا به ثروتمندان- موجب می‌شود که موقعیت حتی انفجاری‌تر هم بگردد. اما، حتی اگر این برای فرانسه درست باشد، در آمریکا چنین نیست. پژوهش‌ها پیشنهاد می‌کنند که آمریکایی‌ها، به شرطی که آن را راهی برای بهتر کردن شرایط خودشان بدانند، با خوشحالی با نابرابری زندگی می‌کنند. اگر ما واقعاً با فقر مخالفیم، پس باید تمام آنچه را که برای بالا آوردن مردم از آن لازم است، از جمله نابرابری را تحمل کنیم. یک نظرسنجی انجام شده توسط مک‌لاگین و همکاران (برای YG نیویورک) به این نتیجه دست یافت که آمریکایی‌ها به نسبت دو به یک (۶۴ درصد به ۳۳ درصد) گسترش رشد اقتصادی را به کمتر کردن شکاف میان فقیر و غنی ترجیح می‌دهند. در سال ۱۹۹۰میلادی، گالوپ از آمریکایی‌ها پرسید که آیا کشور از داشتن طبقه‌ای ثروتمند بهره خواهد برد. ۶۲ درصد پاسخ مثبت دادند. در ۲۰۱۲، ۶۳ درصد جواب موافق داشتند؛ بنابراین، به نظر می‌رسد که اغلب آمریکایی‌ها به شیوهٔ همه یا هیچ اقتصاددانان جناح چپ فرانسوی نمی‌اندیشند. آنها به این باور نیستند که ثروتمندان به خاطر این که فقرا فقیرند، ثروتمندند. آنها نمی‌خواهند که ثروت را از دست ثروتمندان بگیرند، آنها می‌خواهند برای خود ثروت خلق نمایند. این راه‌حل پیکتی نیست. برای او نابرابری شر اصلی است و بایستی با توقیف هموارهٔ ثروت بر آن غلبه نمود. برای انجام این کار او مالیات بر ثروت را از طریق نرخ مالیات ۸۰ درصد بر بالاترین درآمدها پیشنهاد می‌کند: به عبارت دیگر با استفاده از همان نوع سیاست‌هایی که دولت‌های سوسیالیست فرانسوی در ناشادترین کشور اروپا معرفی نموده‌اند. پیکتی دیگر نمی‌پرسد که چه اتفاقی برای این ثروت توقیف شده می‌افتد. چه کسی آن را در اختیار می‌گیرد، با چه هدفی و چه تأثیری خواهد داشت؟ پاسخ روشن است: ثروت گرفته شده از دست ثروتمندان برای اهداف سیاسی به کار گرفته خواهد شد. به جای این که تبدیل به کالاها و خدمات شهروندان آزاد از عقاید سیاسی گردد، به شکل قدرت سیاسی حفظ می‌گردد: قدرت سیاست‌مداران سوسیالیست و مشاوران آنها بر مردمی که از آنها مالیات می‌گیرند. در چنین کشوری که در آن ثروت توقیف می‌شود، همان اندازه انباشتگی ثروت وجود دارد که در اقتصاد بازار قدیمی. اما این انباشتگی‌های کالاهایی نخواهد بود که به‌طور مکرر از طریق توافقات آزاد انتشاریافته و دوباره تقسیم می‌شوند. انباشتگی قدرت در دست «مشاوران کارشناس» خواهد بود: به عبارت دیگر، در دست افرادی مانند پیکتی؛ و در چنین موردی واقعاً مسیر یک طرفهٔ برای دارایی وجود خواهد داشت، زیرا تمام قدرت جمع شده در کشور از باقی ما دزدیده خواهد شد.»

## آثار
اسکروتن بیش از پنجاه کتاب با موضوعات مختلف از جمله زیبایی‌شناسی، فلسفه اخلاق، سیاست، هنر، فلسفه سیاسی و تاریخ فلسفه نگاشته است. کتاب «معنای محافظه‌کاری» دربردارندهٔ دیدگاه‌های محافظه‌کارانهٔ وی است. زیبایی‌شناسی معماری، تاریخ مختصر فلسفه مدرن و فرهنگ اندیشه سیاسی از آثار برجسته او هستند.
از اسکروتن یک فیلم مستند به نام چرا زیبایی مهم است (۲۰۰۹) نیز برجاست.